# Amphiprion chrysopterus
Amphiprion chrysopterus är en fiskart som beskrevs av Cuvier, 1830. Amphiprion chrysopterus ingår i släktet Amphiprion och familjen Pomacentridae. Inga underarter finns listade i Catalogue of Life.

## Bildgalleri

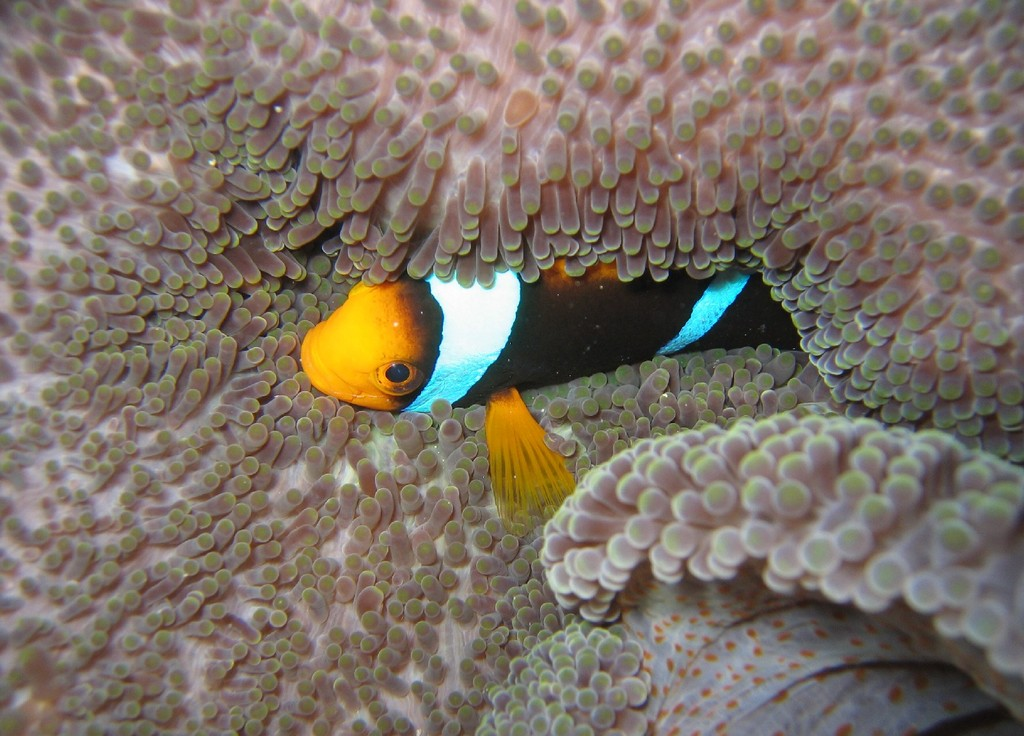
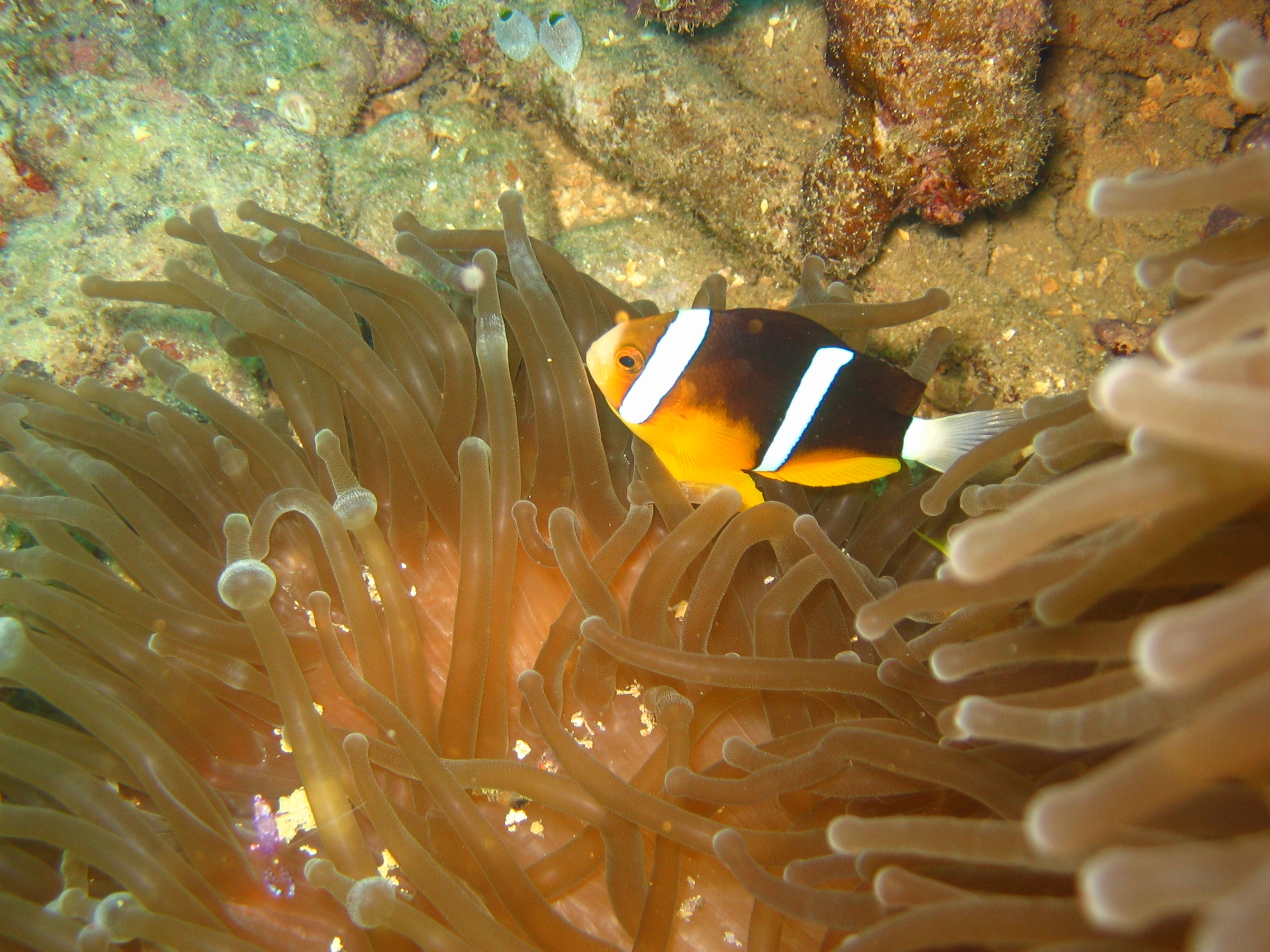